# 浙东银行和新浙东报社旧址
29°53′13″N 121°04′36″E / 29.886861°N 121.076536°E
浙东银行和新浙东报社旧址是浙江省余姚市一处全国重点文物保护单位，位于梁弄镇横坎头村，建筑始建于清代。1943年，中共浙东区党委曾在此发行机关刊物《新浙东报》。1945年，浙东行政公署在此创办浙东银行并发行抗币。浙东区党委领导人谭启龙、何克希也曾在此地附近居住。2006年，旧址与其他曾被浙东抗日根据地使用的建筑一道被列入第六批全国重点文物保护单位中的浙东抗日根据地旧址项目。